# La Neuve-Grange
La Neuve-Grange is een gemeente in het Franse departement Eure (regio Normandië) en telt 192 inwoners (1999). De plaats maakt deel uit van het arrondissement Les Andelys.

## Geografie
De oppervlakte van La Neuve-Grange bedraagt 5,1 km², de bevolkingsdichtheid is 37,6 inwoners per km².
De onderstaande kaart toont de ligging van La Neuve-Grange met de belangrijkste infrastructuur en aangrenzende gemeenten.

## Demografie
Onderstaande figuur toont het verloop van het inwonertal (bron: INSEE-tellingen).